# Hyadina nitida
Hyadina nitida är en tvåvingeart som först beskrevs av Macquart 1835.  Hyadina nitida ingår i släktet Hyadina och familjen vattenflugor. Arten är reproducerande i Sverige. Inga underarter finns listade i Catalogue of Life.